# Macrostylophora aeretesites
Macrostylophora aeretesites är en loppart som beskrevs av Li Kueichen, Chen Ningyu et Wei Shufeng 1974. Macrostylophora aeretesites ingår i släktet Macrostylophora och familjen fågelloppor. Inga underarter finns listade i Catalogue of Life.